# Damernas 58 kg i tyngdlyftning vid olympiska sommarspelen 2012
Damernas tyngdlyftning i 58-kilosklassen vid olympiska sommarspelen 2012 hölls den 30 juli, den tredje tävlingsdagen efter invigningen, i London, Storbritannien, i ExCeL London.

## Medaljörer
| Gren  | Guld            | Silver                    | Brons                 |
| 58 kg | Li Xueying Kina | Pimsiri Sirikaew Thailand | Julija Kalina Ukraina |

## Tävlingsformat
Varje tyngdlyftare får tre försök i ryck och stöt. Deras bästa lyft i de båda kombineras till ett totalt resultat. Om någon tävlande misslyckas att få ett godkänt lyft, så blir de utslagna. 
Ifall två tyngdlyftare hamnar på samma resultat, är idrottaren med lägre kroppsvikt vinnare. Om två tävlande hamnar på samma resultat och har samma kroppsvikt, så är vinnaren den som först tog totalvikten..

## Tävlingsschema
Alla tider är brittisk tid, (UTC+1)
| Datum                 | Tid   | Omgång |
| --------------------- | ----- | ------ |
| Måndagen 30 juli 2012 | 15:30 | Final  |

## Resultat
| Placering | Idrottare                | Grupp | Kroppsvikt | Ryck (kg) | Ryck (kg) | Ryck (kg) | Ryck (kg) | Stöt (kg) | Stöt (kg) | Stöt (kg) | Stöt (kg) | Totalt |
| Placering | Idrottare                | Grupp | Kroppsvikt | 1         | 2         | 3         | Resultat  | 1         | 2         | 3         | Resultat  | Totalt |
| --------- | ------------------------ | ----- | ---------- | --------- | --------- | --------- | --------- | --------- | --------- | --------- | --------- | ------ |
| 1         | Li Xueying (CHN)         | A     |            | 105       | 105       | 108       | 108       | 133       | 138       | 144       | 138       | 246    |
| 2         | Pimsiri Sirikaew (THA)   | A     |            | 100       | 103       | 103       | 100       | 131       | 136       | 140       | 136       | 236    |
| 3         | Julija Kalina (UKR)      | A     |            | 101       | 104       | 106       | 106       | 123       | 127       | 129       | 129       | 235    |
| 4         | Rattikan Gulnoi (THA)    | A     |            | 98        | 100       | 100       | 100       | 130       | 134       | 136       | 134       | 234    |
| 5         | Bojanka Kostova (AZE)    | A     |            | 100       | 103       | 105       | 105       | 124       | 124       | 128       | 128       | 233    |
| 6         | Jong Chun-Mi (PRK)       | A     |            | 101       | 103       | 103       | 101       | 130       | 134       | 134       | 130       | 231    |
| 7         | Nastassia Novikava (BLR) | A     |            | 103       | 106       | 108       | 103       | 127       | 127       | 133       | 127       | 230    |
| 8         | Kuo Hsing-chun (TPE)     | A     |            | 91        | 101       | 102       | 91        | 129       | 133       | 133       | 129       | 228    |
| 9         | Alexandra Escobar (ECU)  | B     | 57.48      | 100       | 100       | 103       | 103       | 123       | 127       | 127       | 123       | 226    |
| 10        | Jackelina Heredia (COL)  | A     |            | 98        | 100       | 101       | 100       | 125       | 125       | 125       | 125       | 225    |
| 11        | Romela Begaj (ALB)       | A     |            | 101       | 105       | 105       | 101       | 115       | 121       | 121       | 115       | 216    |
| 12        | Zoe Smith (GBR)          | B     | 57.97      | 90        | 93        | 93        | 90        | 116       | 121       | 121       | 121       | 211    |
| 13        | Christin Ulrich (GER)    | B     | 57.40      | 88        | 91        | 93        | 93        | 110       | 114       | 116       | 114       | 207    |
| 14        | Yang Eun-Hye (KOR)       | B     | 57.93      | 83        | 87        | 87        | 87        | 108       | 113       | 116       | 113       | 200    |
| 15        | Bediha Tunadağı (TUR)    | B     | 57.34      | 84        | 87        | 87        | 87        | 103       | 107       | 107       | 107       | 194    |
| 16        | Annie Moniqui (CAN)      | B     | 57.91      | 85        | 85        | 88        | 85        | 105       | 105       | 105       | 105       | 190    |
| 17        | Jenly Tegu Wini (SOL)    | B     | 57.43      | 65        | 69        | 69        | 65        | 90        | 93        | 95        | 95        | 160    |
| –         | Hidilyn Diaz (PHI)       | B     | 57.70      | 92        | 97        | 97        | 97        | 118       | 118       | 118       | -         | DNF    |
| –         | Lina Rivas (COL)         | A     |            | 100       | 103       | 103       | 103       | 120       | 120       | 120       | -         | DNF    |